# Isanthidae
Isanthidae é uma família de cnidários antozoários da infraordem Thenaria, subordem Nyantheae (Actiniaria).

## Géneros
- Austroneophellia Zamponi, 1978
- Eltaninactis Dunn, 1983
- Isanthus Carlgren, 1938
- Paraisanthus Sanamyan & Sanamyan, 1998
- Zaolutus Hand, 1955